# 쿠라키 마이
쿠라키 마이(倉木麻衣 구라키 마이[*], 1982년 10월 28일~)는 일본의 여성 가수이다. 1999년 싱글 〈Love, Day After Tomorrow〉를 발매하며 데뷔하였다. 2000년에는 데뷔 음반 《Delicious Way》를 발매하였는데, 발매 첫 주에 221만 장이 팔리며 오리콘 1위를 차지하였다. 쿠라키는 일본에서 데뷔 음반부터 4장의 음반이 음반 차트에서 1위를 차지한 여성 가수들 가운데 한 명이다. 미국 영주권까지 가지고 있다.
2009년, 여덟 번째 정규 음반 《touch Me!》가 5년 만에 오리콘 음반 차트 1위를 차지했다. 쿠라키는 여성 가수로는 유일하게 데뷔 싱글부터 발표한 싱글 모두가 Top10을 기록한 기록을 가지고 있으며, 6장의 오리콘 1위 음반과 2장의 오리콘 1위 싱글을 갖고 있다.
또한, 일본의 모든 가수들 중에서 《명탐정 코난》의 오프닝곡과 엔딩곡을 가장 많이 발표하고 있는 가수이다. 渡月橋 ~君 想ふ~ (도월교 ~그대를 생각하며~)'이 주제곡으로 선정되면서 2017년 7월 25일 ‘같은 아티스트가 부른 애니메이션 시리즈의 최다 테마송’으로 세계 기네스북 등재가 되었다. 그 후 <붉은 수학여행>편부터 여는곡과 닫는곡을 각각 맏게 되었으며, 애니메이션 1000화 오프닝을 맏게 되고, 그후 64번째 엔딩을 맡으면서 명탐정 코난 주제곡을 25곡이나 가창하였다.

## 개요
- 지바현 후나바시시에서 태어나 오사카부 히라카타시에서 자랐다.
- 1999년에 음악 제작 회사 빙(BEING) 그룹의 레코드 회사 기자 스튜디오에서 메이져 데뷔하였으며, 현재 소속사무소는 LOOP, 레코드 회사는 노던 뮤직이다.
- 아버지인 야마사키 이소미는 영화 감독이며, 초등학생 때 영화에 출연하기도 했다.
- 명탐정 코난 붉은 수학여행편에서 본인역으로 직접 출연한다. 그리고 이 에피소드부터 오프닝과 엔딩을 각각 부르게 된다.[5]

## 내력

### 2009년 ~ 현재
2009년 1월 21일, 2008년에 발매한 싱글들이 수록된 8번째 정규 음반 《touch Me!》를 발매했다. 이 음반은 발매 첫 주에 5만 장이 팔려 2004년에 발매한 베스트 음반 《Wish You The Best》 이후 약 5년 만에 음반 차트에서 1위를 차지했으며. 일본 레코드 협회로부터 골드 인증을 받았다.
4월 1일엔 31번째 이자 더블 타이틀 싱글인 《PUZZLE/Revive》를 발매했는데 〈Puzzle〉은 《명탐정 코난: 칠흑의 추적자》의 주제가로 쓰였으며 〈Revive〉는 애니메이션 《명탐정 코난》의 25번째 여는곡으로 쓰였다.
6월 10일엔 한국인 작곡가 송양하가 참가하고 코세 화장품 광고곡으로 쓰인 32번째 싱글 〈Beautiful〉을 발매, 오리콘 싱글 차트에서 2위를 차지하며 자신이 가진 여성 솔로가수의 데뷔 싱글부터 연속 10위권 진입 작품 수 기록을 32작품으로 경신했다.
9월 9일엔 두 번째 베스트 음반 《ALL MY BEST》를 발매했고 11월엔 첫 내한 공연 〈10th Anniversary LIVE TOUR 2009 BEST IN KOREA〉를 성황리에 마쳤다..
2019년엔 자신의 42번째 싱글이자 더블 타이틀 싱글인 《그대와 사랑인채로 끝나지 않아 언제나 꿈인채로 있을 수는 없어/장미빛 인생》이 발매되었는데 <장밋빛 인생>은 49번째 여는곡에 <그대와 사랑인채로 끝나지않아 언제나 꿈인채로 있을 수는 없어>는 59번째 닫는곡으로 쓰였다.

## 음반 목록

### 싱글
1. Love, Day After Tomorrow (1999년 12월 8일)
2. Stay by my side (2000년 3월 15일)
3. Secret of my heart (2000년 4월 26일)
4. NEVER GONNA GIVE YOU UP (2000년 6월 7일)
5. Simply Wonderful (2000년 9월 27일)
6. Reach for the Sky (2000년 11월 8일)
7. 차가운 바다/Start in my life(冷たい海/Start in my life) (2001년 2월 7일)
8. Stand Up (2001년 4월 18일)
9. always (2001년 6월 6일)
10. Can't forget your love/PERFECT CRIME (Single Edit) (2001년 8월 29일)
11. Winter Bells (2002년 1월 17일)
12. Feel fine! (2002년 4월 24일)
13. Like a star in the night (2002년 9월 4일)
14. Make my day (2002년 12월 4일)
15. Time after time(꽃잎 흩날리는 거리에서)(Time after time〜花舞う街で〜) (2003년 3월 5일)
16. Kiss (2003년 4월 30일)
17. 바람의 라라라(風のららら) (2003년 5월 28일)
18. 내일로 이어지는 다리(明日へ架ける橋) (2004년 5월 19일)
19. Love,needing (2005년 1월 26일)
20. 댄싱(ダンシング) (2005년 3월 23일)
21. P.S♡MY SUNSHINE (2005년 6월 1일)
22. Growing of my heart (2005년 11월 9일)
23. 베스트 오브 히어로(ベスト オブ ヒーロー) (2006년 2월 8일)
24. Diamond Wave (2006년 6월 21일)
25. 하얀 눈(白い雪) (2006년 12월 20일)
26. Season of love (2007년 2월 14일)
27. Silent love (open my heart)/BE WITH Ü (2007년 11월 28일)
28. 꿈이 피는 봄/You and Music and Dream(夢が咲く春／
You and Music and Dream) (2008년 3월 19일)
29. 1초마다 Love for you(一秒ごとに Love for you) (2008년 7월 9일)
30. 24 Xmas time (2008년 11월 26일)
31. PUZZLE/Revive (2009년 4월 1일)
32. Beautiful (2009년 6월 10일)
33. 영원함보다 길게/Drive me crazy(永遠より ながく／Drive me crazy) (2010년 3월 3일)
34. SUMMER TIME GONE (2010년 8월 31일)
35. 1000만번의 키스(1000万回のキス) (2011년 3월 9일)
36. 한 번 더(もう一度) (2011년 5월 25일)
37. Your Best Friend (2011년 10월 19일)
38. Strong Heart (2011년 11월 23일)
39. 사랑에 사랑해서/Special morning day to you(恋に恋して／Special morning day to you) (2012년 8월 15일)
40. TRY AGAIN (2013.02.06)
41. Wake me up (2014년 2월 26일)
42. 무적의 하트/STAND BY YOU(無敵なハート/STAND BY YOU) (2014년 8월 27일)
43. Serendipity (2015년 5월 20일)
44. SAWAGE☆LIFE (2016년 7월 30일)
45. YESTERDAY LOVE (2017년 1월 11일)
46. 도월교 ~그대를 생각하며~(渡月 橋 〜君 想ふ〜 ) (2017년 4월 12일)
47. WE ARE HAPPY WOMEN (2018년 3월 2일)
48. Do it! (2018년 3월 9일)
49. Light Up My Life (2018년 3월 16일)
50. 오늘 밤은 꿈꾸게 해줘 (今宵は夢を見させて) (2018년 8월 8일)
51. 그대와 사랑인채로 끝나지 않아 언제나 꿈인채로 있을 수는 없어/장미빛 인생 (「きみと恋のままで終われない　いつも夢のままじゃいられない／薔薇色の人生」) (2019년 3월 20일)
52. ZERO부터 시작해 (2021년 3월 6일)

### 정규 음반
1. delicious way (2000년 6월 28일)
2. Perfect Crime (2001년 7월 4일)
3. FAIRY TALE (2002년 10월 23일)
4. If I Believe (2003년 7월 9일)
5. FUSE OF LOVE (2005년 8월 24일)
6. DIAMOND WAVE (2006년 8월 2일)
7. ONE LIFE (2008년 1월 1일)
8. touch Me! (2009년 1월 21일)
9. FUTURE KISS (2010년 11월 17일)
10. OVER THE RAINBOW (2012년 1월 11일)
11. Smile (2017년 2월 15일)
12. Let's Goal! ~장밋빛 인생~ (Let's Goal!~薔薇色の人生~) (2019년 8월 14일)
13. unconditional L♡VE(2021년 10월 27일)

### 베스트 음반
- 《Wish You The Best》 (2004년 1월 1일)
- 《ALL MY BEST》 (2009년 9월 9일)
- 《MAI KURAKI BEST 151A -LOVE & HOPE-》 (2014년 11월 12일)

## 출연
- 엠카운트다운 (2009년 10월 8일)
- 메이비의 볼륨을 높여요 (2009년 10월 11일)
- WIDE 연예뉴스 (2009년 11월 12일)

## 노래가 쓰인 곳
| 연도   | 노래                                                        | 쓰인 곳                                                                                     |
| ------ | ----------------------------------------------------------- | ------------------------------------------------------------------------------------------- |
| 2000년 | Secret of my heart                                          | 애니메이션 《명탐정 코난》 9번째 닫는곡                                                     |
| 2001년 | Start in my life                                            | 애니메이션 《명탐정 코난》 11번째 닫는곡                                                    |
| 2001년 | always                                                      | 애니메이션 《명탐정 코난》 12번째 닫는곡 영화 《명탐정 코난: 천국으로의 카운트다운》 주제가 |
| 2002년 | Winter Bells                                                | 애니메이션 《명탐정 코난》 10번째 여는곡                                                    |
| 2003년 | 바람의 라라라                                               | 애니메이션 《명탐정 코난》 12번째 여는 곡                                                   |
| 2003년 | Time after time(꽃잎 흩날리는 거리에서)                     | 영화 《명탐정 코난: 미궁의 십자로》 주제가                                                  |
| 2005년 | Growing of my heart                                         | 애니메이션 《명탐정 코난》 16번째 여는 곡                                                   |
| 2006년 | 하얀 눈                                                     | 애니메이션《명탐정 코난》 26번째 닫는 곡                                                    |
| 2008년 | 1초마다 Love for you                                        | 애니메이션 《명탐정 코난》 23번째 여는곡                                                    |
| 2009년 | PUZZLE                                                      | 영화 《명탐정 코난: 칠흑의 추적자》 주제가                                                  |
| 2009년 | Revive                                                      | 애니메이션 《명탐정 코난》 25번째 여는곡                                                    |
| 2010년 | Summer Time Gone                                            | 애니메이션 《명탐정 코난》 29번째 여는곡                                                    |
| 2010년 | Tomorrow Is The Last Time                                   | 애니메이션 《명탐정 코난》 36번째 닫는곡                                                    |
| 2011년 | Your Best Friend                                            | 애니메이션 《명탐정 코난》 40번째 닫는곡                                                    |
| 2012년 | 사랑에 사랑해서                                             | 애니메이션 《명탐정 코난》 43번째 닫는곡                                                    |
| 2013년 | TRY AGAIN                                                   | 애니메이션 《명탐정 코난》 35번째 여는곡                                                    |
| 2014년 | 무적의 하트                                                 | 애니메이션 《명탐정 코난》 48번째 닫는곡                                                    |
| 2014년 | DYNAMITE                                                    | 애니메이션 《명탐정 코난》 39번째 여는곡                                                    |
| 2016년 | SAWAGE☆LIFE                                                 | 애니메이션 《명탐정 코난》 52번째 닫는곡                                                    |
| 2017년 | YESTERDAY LOVE                                              | 애니메이션 《명탐정 코난》 53번째 닫는곡                                                    |
| 2017년 | 도월교 ~그대를 생각하며~                                    | 영화 《명탐정 코난: 진홍의 연가》 주제가 애니메이션 《명탐정 코난》55번째 닫는곡            |
| 2019년 | 장미빛 인생                                                 | 애니메이션 《명탐정 코난》 49번째 여는곡과 59번째 닫는곡                                    |
| 2019년 | 그대와 사랑인채로 끝나지 않아 언제나 꿈인체로 있을수는 없어 | 애니메이션 《명탐정 코난》 49번째 여는곡과 59번째 닫는곡                                    |
| 2021년 | ZERO부터 시작해                                             | 애니메이션 《명탐정 코난》 53번째 여는곡                                                    |
| 2021년 | 베로니카                                                    | 애니메이션 《명탐정 코난》 64번째 닫는곡                                                    |
| 2023년 | Unraveling Love ～少しの勇気～                              | 애니메이션 《명탐정 코난》 58번째 여는곡                                                    |
| 2023년 | You & I                                                     | 애니메이션 《명탐정 코난》 70번째 닫는곡                                                    |